# Auf einem Auge blöd
Auf einem Auge blöd ist das Debütalbum der deutschen Rapgruppe Fettes Brot. Es wurde am 20. April 1995 über das Label Alternation veröffentlicht.

## Produktion
Das Album wurde größtenteils von dem Musikproduzenten André Luth produziert. Daneben fungierten Fettes Brot selbst und Super Mario als Co-Produzenten. Die Musik zu den Liedern Mitschnacker und Friedhof der Nuscheltiere stammt von Simple Simon, während der Song 3 sind 2 zuviel von Vasili Papadopoulos und Disco Doug E.D. produziert wurde.

## Covergestaltung
Das Albumcover zeigt ein comicartiges Bild von drei einäugigen Gestalten, die mit einem Messer vor einem Laib Brot stehen. Der gelbe Schriftzug Fettes Brot steht am oberen Bildrand, während sich die Schriftzüge Auf einem Auge blöd in Rot und … Aber der Erfolg gibt uns Recht in Schwarz im unteren Teil des Covers befinden. Der Hintergrund ist rot und gelb gehalten. Es wurde von dem Schweizer Illustrator Toast entworfen.

## Gastbeiträge
Auf vier Titeln des Albums sind neben Fettes Brot weitere Künstler vertreten. So hat der Rapper Tobi einen Gastauftritt im Song Meh’ Bier, während Das Bo auf Amazing Discoveries (Zweikanalton) zu hören ist. Heißes Eisen Nina, die Schwester von Fettes-Brot-Mitglied König Boris, ist am Lied Friedhof der Nuscheltiere beteiligt. Zudem ist Nordisch by Nature ein Posse Cut mit den Rappern bzw. Rapgruppen MK Cram, DJ Rabauke, Der Tobi & das Bo, Eißfeldt, Fischmob, Gaze Matratze, Super Mario und Tabula Rasa.

## Titelliste
| #      | Titel                                 | Gastmusiker                                                                                         | Länge |
| ------ | ------------------------------------- | --------------------------------------------------------------------------------------------------- | ----- |
| 1      | Intro (Nachwuchsschmusiker)           | | 0:48  |
| 2      | Mitschnacker                          | | 4:54  |
| 3      | Optimal geschmacksneutral             | | 4:49  |
| 4      | Männer                                | | 3:51  |
| 5      | Mischermann’s Friend                  | | 0:23  |
| 6      | Meh’ Bier                             | Tobi                                                                                                | 4:50  |
| 7      | Dionysos                              | | 6:58  |
| 8      | Friedhof der Nuscheltiere             | Heißes Eisen Nina                                                                                   | 4:46  |
| 9      | Gangsta Rap                           | | 4:44  |
| 10     | Definition von Fett (Remix? Gut is!)  | | 5:15  |
| 11     | Amazing Discoveries (Zweikanalton)    | Das Bo                                                                                              | 1:35  |
| 12     | Frikadelle am Ohr                     | | 5:38  |
| 13     | Das fette Brot                        | | 0:24  |
| 14     | 3 sind 2 zuviel                       | | 5:13  |
| 15     | Wer gibt dem der unten liegt die Hand | | 3:42  |
| 16     | Nordisch by Nature                    | MK Cram, DJ Rabauke, Der Tobi & das Bo, Eißfeldt, Fischmob, Gaze Matratze, Super Mario, Tabula Rasa | 9:09  |
| 17 (*) | Kuckuck da sind wir                   | | 3:51  |
| 18 (*) | Dusch dich mal                        | | 4:17  |

(*) Bonussongs der LP-Version

## Chartplatzierungen und Singles
Auf einem Auge blöd stieg am 29. Mai 1995 auf Platz 100 in die deutschen Albumcharts ein und erreichte am 6. November 1995 mit Rang 29 die höchste Position. Insgesamt konnte es sich 26 Wochen in den Top 100 halten. In der Schweiz belegte das Album Platz 22 und hielt sich 14 Wochen in den Top 100, wogegen es in Österreich die Charts verpasste.
| ChartsChartplatzierungen | Höchstplatzierung | Wochen |
| ------------------------ | ----------------- | ------ |
| Deutschland (GfK)        | 29 (26 Wo.)       | 26     |
| Schweiz (IFPI)           | 22 (14 Wo.)       | 14     |

Bereits 1994 wurde der Song Mitschnacker als erste Single veröffentlicht, gefolgt vom Lied Männer 1995. Die dritte Auskopplung Nordisch by Nature, die  im Juni 1995 erschien, war die mit Abstand erfolgreichste und erreichte Platz 17 der deutschen Charts, in denen sie sich 22 Wochen lang halten konnte. Als vierte und letzte Single wurde der Track Gangsta Rap ausgekoppelt.